# 巴列德马塔莫罗斯
巴列德马塔莫罗斯，是西班牙埃斯特雷马杜拉巴达霍斯省的一个市镇。总面积5平方公里，总人口502人（2001年），人口密度100人/平方公里。